# Districte de Saint-Maurice

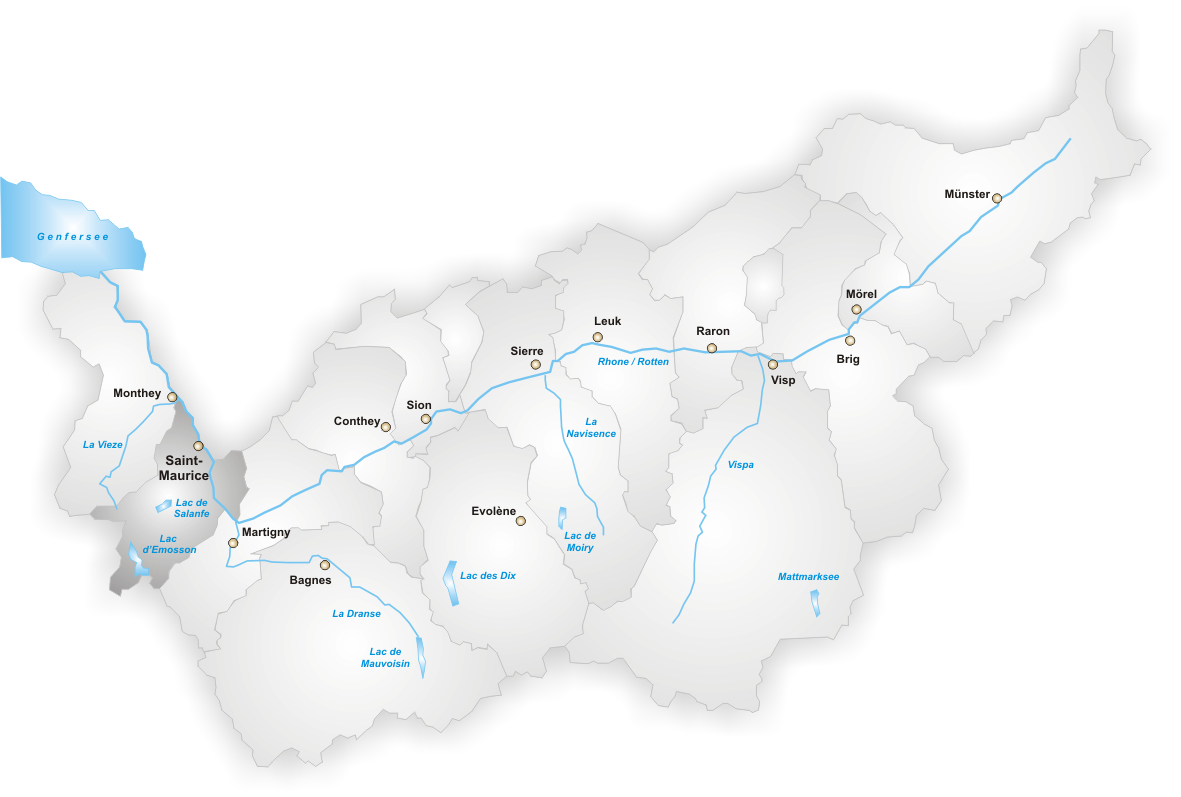
El Districte de Saint-Maurice

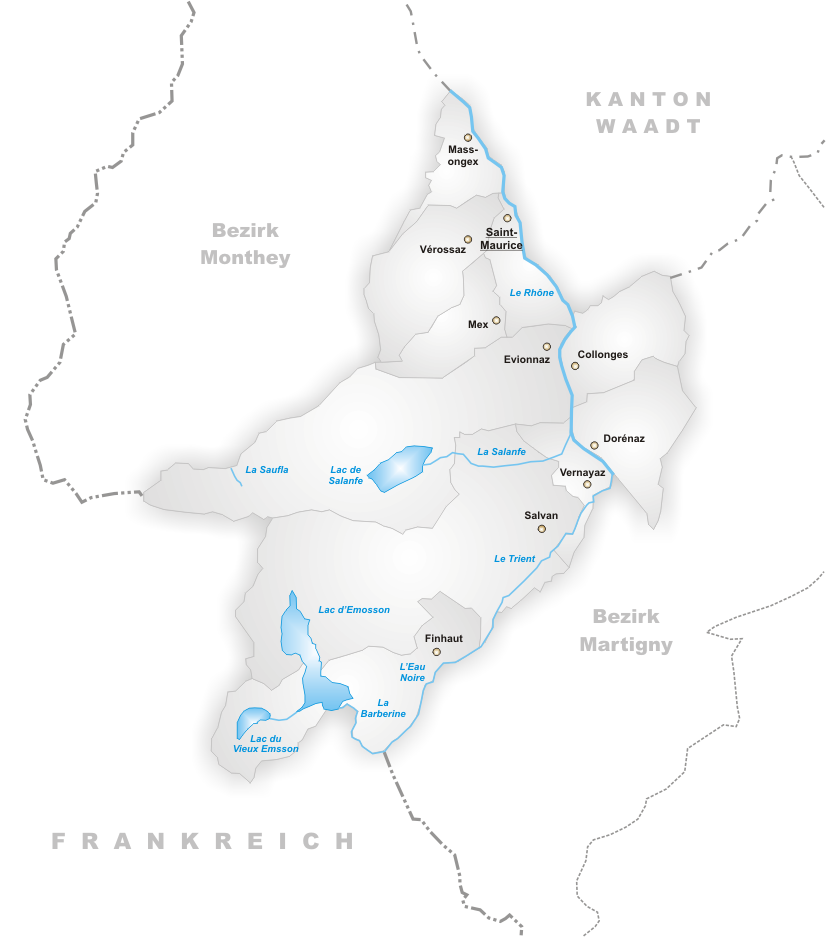
Municipis del districte de Saint-Maurice

El Districte de Saint-Maurice és un dels districtes del cantó suís del Valais. Té 11368 habitants (cens de 2006) i un territori de 185,6 km². El districte es compon de 10 municipis i el cap és Saint Maurice. És un cantó de llengua francesa.

## Municipis
- 1903 - Collonges
- 1905 - Dorénaz
- 1902 - Evionnaz
- 1925 - Finhaut
- 1869 - Massongex
- 1891 - Mex
- 1922 - Salvan
- 1890 - Saint-Maurice
- 1904 - Vernayaz
- 1891 - Vérossaz